# Luscombe 10
Il Luscombe 10, indicato anche come  Model 10, era un monomotore  monoposto ad ala bassa con capacità acrobatiche realizzato in un unico esemplare dall'azienda statunitense Luscombe Aircraft Corporation nel 1945.

## Storia del progetto
Il progetto venne affidato a Mischa Cantor che disegnò un velivolo monoplano ad ala bassa, dall'aspetto compatto, destinato all'acrobazia aerea.
Molti elementi furono presi dal precedente Luscombe 8, tra cui ali, motore e parte posteriore della fusoliera, mentre la parte centrale era di nuovo disegno.
Il Luscombe 10 fu progettato per singole parti, e Cantor non fece analisi strutturali sull'aereo complessivo.
Come tester fu scelto il pilota Bob Burns. Durante il primo volo, il carrello manifestò problemi tecnici, rischiando di compromettere l'atterraggio.
L'aereo fu sottoposto ad alcune modifiche, e nel gennaio 1946 Burns effettuò un nuovo volo. Al termine, il pilota giudicò il Luscombe 10 un ottimo aereo, e sottolineò che non erano necessarie ulteriori modifiche.
Nonostante ciò, analisi di mercato giudicarono che non ci sarebbe stato sufficiente mercato per un tale aereo, e la Luscombe decise di interrompere il programma di sviluppo.
L'unico prototipo (numero di registrazione NX-33337) fu distrutto nel 1948 per motivi fiscali. Nel 1998 Mischa Cantor distrusse tutti i disegni e i documenti sull'aereo ancora in suo possesso.